# Prémonitions (film, 2007)
Pour les articles homonymes, voir Prémonitions.
Pour plus de détails, voir Fiche technique et Distribution.
Prémonitions (Premonition) est un film américain réalisé par Mennan Yapo, sorti en 2007.

## Synopsis
Linda est mariée à Jim. Ils ont deux jeunes filles. Leur vie est normale. Un jour, un policier vient annoncer à Linda que Jim est mort dans un accident de voiture. Or, le lendemain, après son réveil, Jim est là. À partir de cet évènement, Linda ne va cesser de douter, chercher à comprendre, rêver, avoir comme des longues prémonitions, où certaines fois Jim est vivant et d'autres où il est mort. Grâce à ces prémonitions, Linda va essayer de changer le cours des évènements afin que Jim ne meure pas.

## Fiche technique
- Titre : Prémonitions
- Titre québécois : Prémonition
- Titre original : Premonition
- Réalisation : Mennan Yapo
- Scénario : Bill Kelly (en)
- Production : Ashok Amritraj (en), Jennifer Gibgot, Nick Hamson, Jon Jashni, Sunil Perkash, Adam Shankman, Andrew Sugerman et Lars Sylvest
- Société de production : TriStar Pictures, Metro-Goldwyn-Mayer, Hyde Park Entertainment, Offspring Entertainment (en) et Brass Hat Films
- Budget : 20 millions de dollars américains (14,68 millions d'euros)
- Musique : Klaus Badelt
- Photographie : Torsten Lippstock
- Montage : Neil Travis
- Décors : J. Dennis Washington
- Costumes : Jill M. Ohanneson
- Pays d'origine : États-Unis
- Format : Couleurs - 2,35:1 - DTS / Dolby Digital / SDDS - 35 mm
- Genre : Fantastique, thriller
- Durée : 100 minutes
- Dates de sortie : 8 février 2007 (marché du film, Allemagne), 12 mars 2007 (première à Hollywood), 16 mars 2007 (Canada, États-Unis), 29 août 2007 (Belgique, France)

## Distribution
- Sandra Bullock (VF : Anneliese Fromont ; VQ : Hélène Mondoux) : Linda Hanson
- Julian McMahon (VF : Arnaud Arbessier ; VQ : Jean-François Beaupré) : Jim Hanson
- Nia Long (VF : Géraldine Asselin ; VQ : Nadia Paradis) : Annie
- Kate Nelligan (VF : Marion Game) : Joanne
- Amber Valletta (VF : Laura Préjean ; VQ : Nathalie Coupal) : Claire Francis
- Peter Stormare (VF : Michel Vigné ; VQ : Manuel Tadros) : le docteur Roth
- Jason Douglas (VF : Pascal Germain) : le médecin des urgences
- Mark Famiglietti (VF : Nessym Guetat ; VQ : Benoît Éthier) : Doug Caruthers
- Jude Ciccolella (VQ : Vincent Davy) : le père Kennedy
- Marc Macaulay (en) (VQ : Sébastien Dhavernas) : le shérif Reilly
- Courtney Taylor Burness (de) : Bridgette Hanson
- Shyann McClure : Megan Hanson
- Irene Ziegler : Mme Quinn
- Marcus Lyle Brown : Bob

## Production

### Tournage
Le tournage a débuté le 6 février 2006 et s'est déroulé à Minden, Shreveport et La Nouvelle-Orléans.

## Accueil

### Accueil critique
Sur l'agrégateur américain Rotten Tomatoes, le film récolte 8 % d'opinions favorables pour 163 critiques. Sur Metacritic, il obtient une note moyenne de 29⁄100 pour 30 critiques.
En France, le site Allociné propose une note moyenne de 1,8⁄5 à partir de l'interprétation de critiques provenant de 13 titres de presse.

## Distinctions

### Nominations
- Nomination au prix du meilleur film dramatique, lors des People's Choice Awards en 2008.